# Ahmedra decorata
Ahmedra decorata är en insektsart som beskrevs av Irena Dworakowska 1994. Ahmedra decorata ingår i släktet Ahmedra och familjen dvärgstritar. Inga underarter finns listade i Catalogue of Life.